# Besoldung
Besoldung ist in Deutschland das monatliche Einkommen von Beamten (außer Ehrenbeamte), Berufssoldaten sowie Soldaten auf Zeit und Berufsrichtern („Besoldungsempfänger“; § 3 Abs. 1 S. 1 BBesG).
Zur Besoldung gehören als Dienstbezüge das Grundgehalt, Leistungsbezüge (für Hochschullehrer), der Familienzuschlag, Zulagen, Vergütungen und die Auslandsbesoldung sowie als sonstige Bezüge die Anwärterbezüge und die vermögenswirksamen Leistungen (§ 2 Abs. 2 f BBesG). Die Besoldung wird grundsätzlich monatlich im Voraus bezahlt (§ 3 Abs. 4 BBesG). Sie wird für die Bundesbeamten, Soldaten und Bundesrichter durch das Bundesbesoldungsgesetz, für die Beamten und Berufsrichter der Länder durch die Landesbesoldungsgesetze geregelt. Die folgenden Angaben beziehen sich auf den Bund. Für Landesbeamte können sich ab 2006 abweichende Regelungen ergeben haben, da in jenem Jahr die Länder die Gesetzgebungskompetenz über das Besoldungsrecht ihrer Beamten erhalten hatten.

## Allgemeines
Die Besoldung im aktiven Dienstverhältnis ist – neben der Versorgung im Ruhestand (Ruhegehalt), im Krankheitsfall (Heilfürsorge oder Beihilfe), bei Dienstunfähigkeit und der Hinterbliebenenversorgung – ein wesentlicher Teil des Alimentationsprinzips. Dieses ist als hergebrachter Grundsatz des Berufsbeamtentums in Art. 33 Abs. 5 Grundgesetz verfassungsrechtlich geschützt. Im Gegenzug dazu hat der Beamte eine Treuepflicht. Amtsangemessen ist die Nettobesoldung, die das sozialhilferechtliche Existenzminimum um mindestens 15 Prozent übersteigt.
Der Bund hat die ausschließliche Gesetzgebung über die in einem öffentlich-rechtlichen Dienst- und Treueverhältnis im Bundesdienst und im Dienst der bundesunmittelbaren Körperschaften des öffentlichen Rechtes stehenden Personen (Art. 73 Abs. 1 Nr. 8 GG). Dazu zählt auch die Besoldung. Die Besoldung auf Bundesebene ist im Bundesbesoldungsgesetz (BBesG) geregelt. Die „Allgemeine Verwaltungsvorschrift zum Bundesbesoldungsgesetz“ (BBesGVwV) gibt Auslegungshinweise zur einheitlichen Rechtsanwendung.
Berufssoldaten und Soldaten auf Zeit erhalten Besoldung nach dem Bundesbesoldungsgesetz. Soldaten, die Wehrdienst nach dem Wehrpflichtgesetz (im Spannungs- und Verteidigungsfall), freiwilligen Wehrdienst nach § 58b des Soldatengesetzes oder eine Wehrübung nach dem Vierten Abschnitt des Soldatengesetzes leisten, erhalten Geld- und Sachbezüge nach dem Wehrsoldgesetz (WSG).
Besoldungsempfänger haben bei Eintritt oder Versetzung in den Ruhestand grundsätzlich Anspruch auf ein Ruhegehalt.
Erhält ein Besoldungsempfänger Sachbezüge, so werden diese unter Berücksichtigung ihres wirtschaftlichen Wertes mit einem angemessenen Betrag auf die Besoldung angerechnet (§ 10 BBesG). Dies kann beispielsweise Unterkunft und Verpflegung betreffen; Uniform und Ausrüstung meist nicht.
Leistungsbezogene Besoldungselemente sind die Leistungsstufe (§ 27 Abs. 6 BBesG), die Leistungsprämie und die Leistungszulage (§ 42a BBesG), nicht jedoch die Leistungsbezüge (§ 2 Abs. 1 BLBV). Details sind in der Bundesleistungsbesoldungsverordnung geregelt.
Die Besoldung wird entsprechend der Entwicklung der allgemeinen wirtschaftlichen und finanziellen Verhältnisse und unter Berücksichtigung der mit den Dienstaufgaben verbundenen Verantwortung durch Gesetz regelmäßig angepasst (§ 14 BBesG). Zur Bildung einer Versorgungsrücklage werden die Anpassungen jeweils um 0,2 Prozent bis Ende 2024 (zuvor bis 2017) gekürzt (§ 14a BBesG).
Arbeitnehmer im öffentlichen Dienst erhalten keine Besoldung, sondern ein Entgelt, meist aufgrund eines Tarifvertrages (z. B. TVöD, TV-L). Die gesetzlichen Besoldungsanpassungen orientieren sich regelmäßig an den Tarifabschlüssen.

## Dienstbezüge
Die Dienstbezüge setzen sich aus dem Grundgehalt, den Leistungsbezügen (für Hochschullehrer), dem Familienzuschlag, Zulagen, Vergütungen und der Auslandsbesoldung zusammen.

### Grundgehalt
Das Grundgehalt der Besoldungsempfänger bestimmt sich nach der Besoldungsgruppe des ihnen verliehenen Amtes im statusrechtlichen Sinne (§ 19 Abs. 1 S. 1 BBesG).

#### Besoldungsordnungen
Die Ämter (mit ihren Amtsbezeichnungen) sowie Dienstgrade und ihre Besoldungsgruppen werden in Besoldungsordnungen (im Bund: Bundesbesoldungsordnungen) geregelt. Dabei sind die Ämter und Dienstgrade nach ihrer Wertigkeit den Besoldungsgruppen zugeordnet (§ 20 Abs. 1 BBesG). Grundsätzlich bestehen vier Besoldungsordnungen:
- Besoldungsordnungen A (Beamte des einfachen, mittleren, gehobenen und höheren Dienstes, Soldaten bis einschließlich Oberst (sofern nicht B 3), kommunale Wahlbeamte in kleineren Gemeinden),
- Besoldungsordnungen B (besondere Ämter des höheren Dienstes, z. B. Leiter von großen Behörden oder Abteilungsleiter in Ministerien oder besonders großen Mittel- oder Oberbehörden, z. T. Direktoren von Schulen mit mehr als 1000 Schülern, bei Soldaten Generale und Oberste in herausgehobener Stellung, kommunale Wahlbeamte, Bischöfe beider Konfessionen als Landesbeamte),
- Besoldungsordnungen R (Richter und Staatsanwälte),
- Besoldungsordnungen W (Hochschullehrer, einschließlich der Hochschulleiter, seit 2005, davor Bundesbesoldungsordnung C).

#### Stufen
Das Grundgehalt wird grundsätzlich nach Stufen (auch „Erfahrungsstufen“ genannt) bemessen (§ 27 Abs. 1 S. 1 BBesG). Dabei erfolgt der Aufstieg in eine nächsthöhere Stufe nach bestimmten Dienstzeiten, in denen anforderungsgerechte Leistungen erbracht wurden (Erfahrungszeiten; § 27 Abs. 1 S. 2 BBesG; § 32a Abs. 1 S. 1 BBesG). Bei Beförderungen bleibt die bisher erreichte Stufe erhalten, so wird etwa ein Beamter von der Besoldungsgruppe A 10, Stufe 3 in die Besoldungsgruppe A 11, Stufe 3 befördert. Diese Praxis weicht von jener der übrigen Beschäftigten des Öffentlichen Dienstes ab, die bei Beförderungen zurückgestuft werden. Das Gehalt der höchsten Stufe (A 3 bis A 16 sowie R 1 und R 2: Stufe 8, W 2 und W 3: Stufe 3) einer Besoldungsgruppe ist das Endgrundgehalt. In der Praxis ist die anforderungsgerechte Zeit die Regel. Nicht anforderungsgerechte Leistungen müssen ausdrücklich festgestellt werden.
Bei den Gehältern für die Besoldungsgruppen R 3 bis R 10 handelt es sich um Festgehälter ohne Stufenanpassung (seit dem 1. Januar 2020 ist die Besoldungsgruppe R 1 entfallen bzw. die R 4 ist nicht belegt). Ebenfalls Festgehälter erhalten die Besoldungsgruppe W 1 sowie alle Ämter der Bundesbesoldungsordnung B.
Bei dauerhaft herausragenden Leistungen kann Beamten und Soldaten der Bundesbesoldungsordnung A für den Zeitraum bis zum Erreichen der nächsten Stufe das Grundgehalt der nächsthöheren Stufe gezahlt werden (Leistungsstufe; § 27 Abs. 6 BBesG). Sie darf an maximal 15 Prozent der Besoldungsempfänger gezahlt werden.
| Stufe | Erfahrungszeit in Jahren | Jahre bis zum nächsten Stufenaufstieg |
| ----- | ------------------------ | ------------------------------------- |
| 1     | bis 2                    | 2                                     |
| 2     | 3–5                      | 3                                     |
| 3     | 6–8                      | 3                                     |
| 4     | 9–11                     | 3                                     |
| 5     | 12–15                    | 4                                     |
| 6     | 16–19                    | 4                                     |
| 7     | 20–23                    | 4                                     |
| 8     | ab 24                    | –                                     |

##### Stufenfestsetzung
Mit der ersten Ernennung mit Anspruch auf Dienstbezüge im Geltungsbereich eines bestimmten Besoldungsgesetzes wird in der Regel ein Grundgehalt der Stufe 1 festgesetzt (§ 27 Abs. 2 S. 1 BBesG). Berücksichtigungsfähige Zeiten werden als Erfahrungszeiten anerkannt oder können anerkannt werden. Berücksichtigungsfähige Zeiten liegen vor der ersten Ernennung, Erfahrungszeiten werden ab der ersten Ernennung erworben. Zeiten als Beamter auf Widerruf im Vorbereitungsdienst sind keine Erfahrungszeiten, weil Anwärterbezüge nicht Dienstbezüge, sondern sonstige Bezüge sind (§ 1 Abs. 2 f. BBesG).
Gleichwertige hauptberufliche Tätigkeiten, die nicht Voraussetzung für den Erwerb der Laufbahnbefähigung sind, sind zwingend anzuerkennen. Eine Tätigkeit ist gleichwertig, wenn sie nach Wertigkeit oder Schwierigkeit mindestens einer Tätigkeit der jeweiligen Laufbahngruppe (nicht Laufbahn) entspricht, unabhängig von konkreter Fachrichtung und Funktion. Über die Anerkennung der Gleichwertigkeit besteht kein Ermessens-, aber ein Beurteilungsspielraum. Ist die Tätigkeit im öffentlichen Dienst ausgeübt worden, richtet sich die Gleichwertigkeit nach der Entgeltgruppe. Zeiten bis Entgeltgruppe 4 gelten als gleichwertig zum einfachen Dienst, bis Entgeltgruppe 9a zum mittleren Dienst, bis Entgeltgruppe 12 zum gehobenen Dienst und ab Entgeltgruppe 13 zum höheren Dienst. Bei der ersten Stufenfestsetzung sind Zeiten in einer niedrigeren Laufbahngruppe nicht gleichwertig, wohingegen die Stufe bei einem Laufbahnaufstieg erhalten bleibt. Die Hauptberuflichkeit ist zu verneinen, wenn mehrere Beschäftigungen ausgeübt wurden und die nicht gleichwertige Tätigkeit zeitlich deutlich überwiegt. Überhälftige Teilzeit ist unschädlich.
Ebenso werden Zeiten im berufsmäßigen Wehrdienst als Berufssoldat oder Soldat auf Zeit (§ 28 BBesG) zwingend anerkannt. Zeiten nichtberufsmäßigen Wehrdienstes (etwa Grundwehrdienst), von Zivildienst, Bundesfreiwilligendienst, Entwicklungsdienst oder einem freiwilligen sozialen oder ökologischen Jahr werden mit bis zu zwei Jahren anerkannt, sofern die Tätigkeiten mindestens vier Monate ausgeübt wurden.
Nicht gleichwertige Zeiten können als förderliche Zeiten ganz oder teilweise anerkannt werden, sofern die Tätigkeit hauptberuflich ausgeübt wurde. Ob und in welchem Umfang förderliche Zeiten anerkannt werden, liegt im pflichtgemäßen Ermessen (Kann-Bestimmung). Der unbestimmte Rechtsbegriff der Förderlichkeit unterliegt der gerichtliche Kontrolle. Die Auslegung des Begriffs unterliegt einem Beurteilungsspielraum. Insbesondere sind Zeiten förderlich, die entweder zu den Anforderungsprofilen aller möglicher Tätigkeiten der betreffenden Laufbahngruppe in einem sachlichen Zusammenhang stehen oder durch die Kenntnisse, Erfahrungen und Fertigkeiten gewonnen worden sind, welche für die weitere dienstliche Verwendung von Nutzen oder Interesse sind. Da förderliche Zeiten nicht gleichwertig sind, erfolgt in aller Regel nur eine teilweise Anerkennung. Als Maßstab für die Ausübung des Auswahlermessens kann der Grad der Förderlichkeit der anzuerkennenden Tätigkeit für die angestrebte Verwendung herangezogen werden. Ermessensleitendes Kriterium ist in erster Linie der Umfang und die Ausprägung der Förderlichkeit der beruflichen Vorerfahrung. Eine Anerkennung der Zeiten wird umso eher und umfangreicher zu erfolgen haben, je förderlicher sie für die derzeitige Tätigkeit zu qualifizieren sind (VG Köln, Urteil vom 1. Juli 2013, 15 K 4360/12). Gleichgelagerte Fälle dürfen ohne sachlichen Grund nicht abweichend entschieden werden. Sachwidrige Erwägungen sind Ermessensfehler, etwa eine Nichtanerkennung wegen ausreichender Bewerberanzahl oder einer Teilzeitbeschäftigung. Als förderlich anzuerkennende Zeiten sind durch Nachweise zu belegen, notfalls durch eine dienstliche Erklärung.
Eine Stufenfestsetzung findet beim Wechsel des Geltungsbereichs des Besoldungsgesetzes statt, zum Beispiel bei einer Versetzung von einem Land zum Bund, nicht jedoch bei einem Dienstherrnwechsel, sofern diese dem gleichen Besoldungsgesetz unterliegen (etwa Versetzung vom Bund zu einer bundesunmittelbaren Körperschaft mit eigener Dienstherrnfähigkeit). Ebenso findet keine Stufenfestsetzung statt bei Beförderungen, Laufbahnwechseln, einem Aufstieg oder der Zulassung zu einer höheren Laufbahn.
Bundesbeamten werden seit dem 1. Januar 2016 zwei Jahre als Erfahrungszeit pauschal anerkannt, wenn für die Einstellung ein mit einem Master abgeschlossenes Hochschulstudium oder ein gleichwertiger Abschluss vorausgesetzt wird (§ 28 Abs. 2 S. 2 BBesG). Damit wird nicht der Zeitraum eines Masterstudiums anerkannt, sondern für die Qualifikation eine Anerkennung gewährt, unabhängig von der tatsächlichen Dauer des Masterstudiums (Tz. 28.2.1.7 S. 4 BBesGVwV). Diese pauschale Anerkennung kann nicht zu einer Doppelanrechnung führen, die nicht zulässig wäre. Die anzurechnenden zwei Jahre lassen sich nicht auf einen kalendarischen Zeitraum projizieren, der dann für die Anrechnung auf Grund eines anderen Anrechnungstatbestands ausscheidet (Tz. 28.2.2 S. 3 f. BesGVwV), beispielsweise bei studierten Offizieren, die einen Masterabschluss während des berufsmäßigen Wehrdienstes erworben haben. Daher erfolgt bei Bundesbeamten im höheren Dienst grundsätzlich mindestens die Festsetzung der Stufe 2, weil das Grundgehalt nach Erfahrungszeiten von zwei Jahren in Stufe 1 steigt.
Berücksichtigungsfähige Zeiten erhöhen die festzusetzende Stufe entsprechend. Restzeiten verkürzen die Zeit bis zum nächsten Stufenaufstieg. Die gesamten berücksichtigungsfähigen Zeiten werden auf einen vollen Monat aufgerundet. Berücksichtigungsfähige Zeiten im Monat der Ernennung werden nicht anerkannt; stattdessen wird bei der Ernennung der gesamte Monat als Erfahrungszeit berücksichtigt.
Die Personalvertretung hat bei der Stufenfestsetzung insgesamt ein Mitbestimmungsrecht (BVerwG, Urteil vom 24. November 2015, 5 P 13/14).

##### Regelung bis zum 30. Juni 2009
Bis zum 30. Juni 2009 war das Erreichen der nächsthöheren Stufe nicht von im Dienst erlangten Erfahrungszeiten (Erfahrungsstufen) abhängig, sondern vom Besoldungsdienstalter. Dieses fußte auf dem Lebensalter des Staatsdieners und nicht auf den im Staatsdienst erworbenen Dienstjahren. Das Besoldungsdienstalter wurde ab Beginn des Monats gezählt, in dem der Beamte, Soldat, Richter oder Hochschulprofessor sein 21. Lebensjahr vollendet hatte (also seinen 21. Geburtstag feierte) – selbst dann, wenn er tatsächlich erst Jahre später in den Staatsdienst eingetreten war.
In den Besoldungsordnungen A und C wurde die auf die Dienstalterstufe 1 folgende Dienstalterstufe 2 mit Erreichen des 23. Lebensjahres erlangt, in der Besoldungsordnung R mit 27 Jahren. In den Besoldungsordnungen C und R wurden die Dienstaltersstufen alle zwei Jahre angepasst. Dies galt bedingt auch in der Besoldungsordnung A, wobei ab dem 29. Lebensjahr die nächste Stufe dann erst alle 3 Jahre und ab dem 41. Lebensjahr alle 4 Jahre erreicht wurde. In den Besoldungsordnungen C und R wurde das Endgrundgehalt mit 49 Jahren erreicht, in der Besoldungsordnung A mit 53 Jahren.
Die Regelung wurde seitens der höchsten Rechtsprechung schließlich als alterdiskriminierend bewertet, da sie die an Lebensjahren jüngeren Staatsdiener pauschal benachteiligte. Besonders sichtbar war das bei Neueinstellungen: Bei der Verleihung des Grundamts wurden zwar alte wie junge Beamte derselben Besoldungsgruppe zugeordnet, doch erhielten ältere Beamte automatisch eine höhere Dienstalterstufe und damit einen höheren Sold als ihre jüngeren Kollegen. Das galt selbst dann, wenn alle demselben Ausbildungsjahrgang angehört hatten und zum selben Datum eingestellt worden waren.
Bei anstehenden Beförderungen war allerdings ein hohes Besoldungsdienstalter weniger relevant als das Dienstzeitalter. Jüngere Beamte etc., mit einer hohen Zahl an im Staatsdienst zurückgelegten Berufsjahren, besaßen gegenüber lebensälteren, jedoch dienstzeitjüngeren Kollegen das größere Anrecht auf eine Beförderung.
Die ab Juli 2009 eingeführten Erfahrungszeiten beendeten die einseitige finanzielle Bevorzugung der „Späteinsteiger“, sie verbesserten allerdings nicht die finanzielle Situation lebensjüngerer Staatsdiener. Im Vergleich zur vorherigen Regelung müssen „Späteinsteiger“ nun bis zum – nicht garantierten – Erreichen der höchsten Erfahrungsstufe langjährig finanzielle Einbußen hinnehmen. Bis 2009 waren dagegen innerhalb einer Besoldungsgruppe alle Angehörigen derselben Alterskohorte besoldungsrechtlich gleichgestellt, unabhängig vom Dienstzeitalter. Spätestens ab dem 53. Lebensjahr gelangten auch „Späteinsteiger“ in den Genuss des Endgrundgehalts. Seit 2009 drohen ihnen, aufgrund der zum Zeitpunkt der Pensionierung eventuell noch fehlenden Erfahrungszeiten, geringere Altersbezüge. Dennoch bleiben verbeamtete „Späteinsteiger“ hinsichtlich ihrer Altersversorgung, als Empfänger einer Ruhepension, allgemein besser gestellt als spät „eingestiegene“ Tarifangestellte des Öffentlichen Dienstes, die im Ruhestand „nur“ die gesetzliche Altersrente zu erwarten haben.

#### Besoldungstabellen
Die sogenannten Besoldungstabellen sind Anlage der Besoldungsgesetze. Im Bundesbesoldungsgesetz finden sich die Grundgehälter in Anlage IV.
| Besoldungsordnung | min     | max      | Bereich                                                              |
| ----------------- | ------- | -------- | -------------------------------------------------------------------- |
| A                 | 2706,99 | 3416,11  | A 3 bis A 6 – Einfacher Dienst, Mannschaften                         |
| A                 | 2833,40 | 4283,30  | A 6 bis A 9 – Mittlerer Dienst, Unteroffiziere ohne und mit Portepee |
| A                 | 3354,26 | 6427,89  | A 9 bis A 13 – Gehobener Dienst, Leutnante und Hauptleute            |
| A                 | 5046,30 | 8716,97  | A 13 bis A 16 – Höherer Dienst, Stabsoffiziere                       |
| B                 | 7846,32 | 16084,36 | B 1 bis B 11 – Höherer Dienst, Generale                              |
| R                 | 6086,73 | 8750,94  | R 2 – Richter und Staatsanwälte                                      |
| R                 | 9603,10 | 16084,36 | R 3 bis R 10 – Richter und Staatsanwälte                             |
| W                 | 5524,76 | 8625,02  | W 1 bis W 3 – Professoren                                            |

### Leistungsbezüge
In den Besoldungsgruppen W 2 und W 3 werden neben dem als Mindestbezug gewährten Grundgehalt variable Leistungsbezüge vergeben (§ 33 Abs. 1 BBesG). Sie werden individuell vereinbart, zählen nicht als leistungsbezogene Besoldung und sind partiell ruhegehaltsfähig.

### Familienzuschlag
Zur Besoldung gehört ein Familienzuschlag, der für annähernd gleiche Lebensverhältnisse für Besoldungsempfänger unabhängig von der Anzahl der Kinder sorgen soll. Er gehört zum verfassungsrechtlich verankerten Alimentationsprinzip.
Ein Familienzuschlag der Stufe 1 (auch Ehegattenzuschlag genannt) wird gewährt, wenn der Besoldungsempfänger verheiratet, verwitwet oder geschieden mit Unterhaltspflichten ist oder ein zu berücksichtigendes Kind hat, d. h. er es nicht nur vorübergehend in seiner Wohnung aufgenommen hat und ihm Kindergeld zusteht (§ 40 Abs. 1 BBesG). Die Stufe 1 beträgt im Bundesbereich für alle Besoldungsgruppen 171,28 Euro im Monat.
Stufe 2 des Familienzuschlags wird gewährt, wenn der Besoldungsempfänger verheiratet, verwitwet oder geschieden mit Unterhaltspflichten ist und ein zu berücksichtigendes Kind hat (§ 40 Abs. 2 BBesG). Die Höhe der Stufe 2 beträgt im Bundesbereich grundsätzlich 317,66 Euro im Monat, in den Besoldungsgruppen A 3 bis A 5 erhöht er sich um 5,37 Euro im Monat.
Für das zweite zu berücksichtigende Kind erhöht sich der Familienzuschlag der jeweiligen Stufe um 146,38 Euro im Monat, für das dritte und jedes weitere zu berücksichtigende Kind um 456,06 Euro im Monat. Der Familienzuschlag der Stufe 2 erhöht sich für das zweite und jedes weitere zu berücksichtigende Kind in der Besoldungsgruppe A 3 um 26,84 Euro im Monat, in der Besoldungsgruppe A 4 um 21,47 Euro im Monat und in der Besoldungsgruppe A 5 um 16,10 Euro im Monat (Anlage V BBesG; Stand: 1. April 2019). Der Familienzuschlag für verheiratete Besoldungsempfänger mit zwei Kindern wird auch Stufe 3 genannt, mit drei Kindern Stufe 4 usw.
Der Familienzuschlag wird für den ganzen Monat gezahlt, wenn die Anspruchsvoraussetzungen an mindestens einem Tag dieses Monats vorgelegen haben (§ 41 Satz 1 f. BBesG). Hat der Anspruch auf Besoldung nicht den ganzen Monat bestanden, wird auch der Familienzuschlag nur anteilig gezahlt, z. B. bei Einstellung nicht zum Monatsersten. Er ist nach § 3 Nr. 11 Satz 2 EStG in voller Höhe zu versteuern.
Bis 1997 wurde der Familienzuschlag Ortszuschlag genannt, obwohl bereits 1971 die regionale Differenzierung durch Ortsklassen als ein Teil des Ortszuschlags entfallen war. Historisch erhielten die Besoldungsgruppen mit dem höheren Grundgehalt einen höheren Ortszuschlag, wohingegen heute weitgehend der gleiche Familienzuschlag unabhängig von der Besoldungsgruppe gezahlt wird – mit leichter Erhöhung für niedrige Besoldungsgruppen.
Bis 2005 erhielten auch Arbeitnehmer im öffentlichen Dienst eine familienbezogene Entgeltbestandteile; danach galt für Bestandsbeschäftigte noch eine Übergangsregelung.

### Zulagen
Als Zulagen werden u. a. gewährt Amts- und Stellenzulagen (§ 42 BBesG), Prämien und Zulagen für besondere Leistungen Leistungszulagen (§ 42a BBesG), Zulagen für die Wahrnehmung befristeter Funktionen (§ 45 BBesG), Zulagen für besondere Erschwernisse (§ 47 BBesG), Ausgleichszulagen für den Wegfall von Stellenzulagen (§ 13 BBesG), die Forschungs- und Lehrzulage (§ 35 BBesG), die Bundesbankzulage (§ 2 BBankPersV), die Überleitungszulage (Art. IX § 11 BesVNG) und die anderen Zulagen nach dem III. Abschnitt der Vorbemerkungen zur Anlage I BBesG (Zulage für Kanzler an großen Botschaften, Zulage für Beamte des Bundeskriminalamtes, Zulage für Beamte der Zentrale der Bundesagentur für Arbeit).
Die Höhe der Amts- und Stellenzulagen nach dem Bundesbesoldungsgesetz richtet sich nach dessen Anlage IX.
Im Jahr 2021 wurden ca. 575 Millionen Euro für Zulagen nach BBesG und Erschwerniszulagenverordnung aufgewendet. Das höchste Auszahlungsvolumen hat dabei die Stellenzulage die Polizeizulage mit ca. 150 Millionen Euro.

#### Amtszulagen
Amtszulagen können für herausgehobene Funktionen vorgesehen werden. Sie dürfen grundsätzlich 75 Prozent des Unterschiedsbetrages zwischen dem Endgrundgehalt der Besoldungsgruppe und dem Endgrundgehalt der nächsthöheren Besoldungsgruppe nicht übersteigen. Amtszulagen können der Differenzierung zwischen den Besoldungsgruppen dienen und bilden de facto Zwischenbesoldungsgruppen. Die Amtszulagen sind unwiderruflich, ruhegehaltfähig und gelten als Bestandteil des Grundgehaltes (§ 42 Abs. 2 BBesG).
Amtszulagen erhält zum Beispiel immer ein Hauptgefreiter, Oberstabsgefreiter, Oberfeldwebel, Oberbootsmann, Hauptfeldwebel, Hauptbootsmann, Oberfähnrich, Oberfähnrich zur See, Oberstabsfeldwebel und Oberstabsbootsmann. Der in der Bundesbesoldungsordnung A vorgesehene, aber in der Bundeswehr noch nicht eingeführte Dienstgrad Stabskorporal erhält ebenfalls eine Amtszulage. Die genannten Dienstgrade nehmen per se eine herausgehobene Position wahr. Amtszulagen können beispielsweise erhalten ein Amtsinspektor und ein Polizeihauptmeister.

#### Stellenzulagen
Stellenzulagen sind im II. Abschnitt der Vorbemerkungen zur Anlage I BBesG beschrieben. Ihre Höhe richtet sich nach Anlage IV BBesG. BBesG. Die Stellenzulagen dürfen nur für die Dauer der Wahrnehmung der herausgehobenen Funktion gewährt werden (§ 42 Abs. 3 S. 1 BBesG). Sie sind widerruflich und grundsätzlich nicht ruhegehaltfähig (§ 42 Abs. 4 BBesG).
Zum Beispiel werden Stellenzulagen gewährt für Soldaten in militärischen Führungsfunktionen (Kompaniechef, Zugführer, Gruppenführer, Truppführer oder vergleichbar), Kompaniefeldwebel sowie Beamte und Soldaten als flugtechnisches Personal, im Betriebsdienst der militärischen Flugsicherung, Einsatzführungsdienst und Geoinformationsdienst der Bundeswehr, in fliegerischer Verwendung, in luftfahrttechnischer Prüfverwendung, mit vollzugspolizeilichen Aufgaben, im Bereich der Marine, im Dienst der Feuerwehr, als Rettungsmediziner, als Facharzt, in der Steuer- oder Zollverwaltung. Mit Inkrafttreten des Gesetzes zur Anpassung der Bundesbesoldung und -versorgung für die Jahre 2023 und 2024 sind die Zulagen für militärische Führungsfunktionen, für Soldaten als Kompaniefeldwebel, für vollzugspolizeliche Aufgaben, im maritimen Bereich, im Einsatzdienst der Feuerwehr, für Beamte der Bundeswehr als Gebietsärzte sowie für Soldaten als Rettungsmediziner oder als Gebietsärzte und die Nachrichtendienstzulage des Bundes grundsätzlich ruhegehaltfähig (Anlage I BBesG, Vorbemerkungen Nr. 3a).

##### Ministerialzulage
Eine Stellenzulage ist auch die sogenannte Ministerialzulage, offiziell „Zulage für Beamte und Soldaten bei obersten Behörden sowie bei obersten Gerichtshöfen des Bundes“, nach Nr. 7 der Vorbemerkungen zu Anlage 1 BBesG. Durch das Besoldungsstrukturenmodernisierungsgesetz (BesStMG) wird die Zulage seit dem 1. März 2020 erstmals direkt im Bundesbesoldungsgesetz als absolute Zahl ausgewiesen und reicht, je nach Besoldungsgruppe, von 165,00 bis 610,00 Euro. Zulagenempfänger sind seit dem 1. Januar 2020 nicht mehr von zeitlichen Erschwerniszulagen und Mehrarbeitsvergütung ausgeschlossen. Bis zum 29. Februar 2020 betrug die Ministerialzulage 12,5 Prozent des jeweiligen Endgrundgehaltes der Besoldungsgruppe, eingefroren auf dem Stand des Jahres 1975 (BGBl. I S. 3091). Daraus ergibt sich eine Zulage von 72,48 bis 552,76 Euro pro Monat, je nach Besoldungsgruppe.
Auf Landesebene gibt es die Ministerialzulage nur noch in Bayern (Art. 51 Abs. 1 Nr. 3 BayBesG) in Höhe von 129,40 Euro und 528,31 Euro (Anlage 7 BayBesG; Stand: 1. Juli 2019).

##### Nachrichtendienstzulage
Beamte und Soldaten der Nachrichtendienste des Bundes (Bundesnachrichtendienst, Bundesamt für Verfassungsschutz, Militärischer Abschirmdienst) erhalten eine nach Besoldungsgruppen gestaffelte Nachrichtendienstzulage (Nr. 8 der Vorbemerkungen zu Anlage I BBesG), die auch Arbeitnehmern gezahlt wird. Sie beträgt seit 2020 bis zur Besoldungsgruppe A 5 150,00 Euro, in den Besoldungsgruppen A 6 bis A 9 200,00 Euro, in den Besoldungsgruppen A 10 bis A 13 250,00 Euro und in Besoldungsgruppe A 14 und höher 300,00 Euro. Seit 2020 ist zudem die Gewährung von Mehrarbeitsvergütung sowie der Zulage für Dienst zu ungünstigen Zeiten durch die Nachrichtendienstzulage nicht mehr ausgeschlossen. Seit dem 1. Januar 2024 ist die Nachrichtendienstzulage des Bundes wieder ruhegehaltfähig.
Die Nachrichtendienstzulage wurde am 1. Januar 1977 unter der damaligen Bezeichnung Sicherheitszulage eingeführt und galt zu Beginn auch für Beamte auf Widerruf. Sie betrug anfangs 150 bis 425 Deutsche Mark. 1990 wurde die Ruhegehaltfähigkeit und eine Dynamisierung eingeführt, das heißt die Zulage wurde bei Besoldungserhöhungen im gleichen Prozentumfang erhöht. Diese Automatik und die Ruhegehaltfähigkeit wurden durch das Versorgungsreformgesetz 1998 wieder abgeschafft. 2019 wurde der Begriff Sicherheitszulage gestrichen. Bis 2019 betrug die Zulage bis zur Besoldungsgruppe A 5 120,80 Euro, in den Besoldungsgruppen A 6 bis A 9 161,06 Euro und in der Besoldungsgruppe A 10 und höher 201,32 Euro.
Ob und in welcher Höhe Beamte von Einrichtungen für Verfassungsschutz der Länder eine Stellenzulage erhalten, richtet sich nach dem jeweiligen Landesrecht.

##### Polizeizulage
Eine Zulage für Beamte und Soldaten mit vollzugspolizeilichen Aufgaben erhalten Polizeivollzugsbeamte bei der Bundespolizei, beim BKA und bei der Polizei beim Deutschen Bundestag, Feldjäger der Bundeswehr sowie in bestimmten Fällen Beamte der Zollverwaltung (Nr. 9 der Vorbemerkungen zu Anlage I BBesG). Die Höhe der Zulage beträgt für Beamte und Soldaten nach einer Dienstzeit von einem Jahr, also im zweiten Dienstjahr, 95,00 Euro und nach einer Dienstzeit von zwei Jahren, also in allen weiteren Jahren, 228,00 Euro. Im ersten Dienstjahr wird keine Zulage gewährt. Seit dem 1. Januar 2024 ist die Nachrichtendienstzulage des Bundes wieder ruhegehaltfähig.
Die Polizeizulage für die Landespolizeien bestimmt das entsprechende Landesrecht.

#### Ausgleichszulage
Eine Ausgleichszulage wird gewährt, wenn eine Stellenzulage aus dienstlichen Gründen weggefallen ist (§ 13 Abs. 1 BBesG). Der Anspruch auf eine Ausgleichszulage entsteht in Höhe des zuletzt zustehenden Betrages der weggefallenen Stellenzulage. Voraussetzung ist, dass die Stellenzulage zuvor in einem Zeitraum von sieben Jahren insgesamt mindestens fünf Jahre zugestanden hat. Eine Ausgleichszulage vermindert sich jeweils nach Ablauf eines Jahres ab Beginn des Folgemonats um 20 Prozent ihres Ursprungsbetrages, unabhängig von der Entwicklung der sonstigen Dienstbezüge. Der Abbau der Ausgleichszulage ruht jedoch während einer Elternzeit ohne Dienst- oder Anwärterbezüge. Neue Stellenzulagen werden mit der Ausgleichszulage verrechnet. Wird eine Stellenzulage in Vollzeit bezogen und beim Bezug einer Ausgleichszulage in Teilzeit gewechselt, vermindert sich die Ausgleichszulage entsprechend. Wird eine Stellenzulage in Teilzeit bezogen und später die Arbeitszeit erhöht, erhöht sich die Ausgleichszulage nicht. Kein Anspruch auf eine Ausgleichszulage besteht, wenn die Stellenzulage aufgrund einer Disziplinarmaßnahme entfällt.
Haben innerhalb von einem Zeitraum von sieben Jahren insgesamt mindestens fünf Jahre verschieden hohe Stellenzulagen zugestanden, wird eine Ausgleichszulage in Höhe der niedrigsten Stellenzulage gezahlt (§ 13 Abs. 2 BBesG).
Entfällt eine Stellenzulage aufgrund Versetzung wegen Auflösung oder einer wesentlichen Änderung des Aufbaus oder der Aufgaben einer Behörde oder der Verschmelzung von Behörden, so ist es für den Anspruch auf Ausgleichszulage ausreichend, wenn zuvor in einem Zeitraum von sieben Jahren insgesamt mindestens zwei Jahre eine Stellenzulage zugestanden hat (§ 13 Abs. 3 BBesG).
Landesbesoldungsgesetze können für die Beamten der Länder ebenfalls eine Ausgleichszulage vorsehen.

#### Leistungsprämien und -zulagen
Leistungsprämien (Einmalzahlungen) und Leistungszulagen können an Beamte (inkl. Staatsanwälte) und Soldaten sowie an Richter, die ihr Amt nicht ausüben, gezahlt werden und dienen der Abgeltung herausragender besonderer Leistungen (§ 42a Abs. 1 BBesG). Sie sind in der Höhe insofern begrenzt, dass Leistungsprämien das Anfangsgrundgehalt der Besoldungsgruppe des Besoldungsempfängers und Leistungszulagen monatlich sieben Prozent des Anfangsgrundgehaltes grundsätzlich nicht übersteigen dürfen (§ 42a Abs. 2 Satz 6 BBesG). Die Gesamtzahl der in einem Kalenderjahr bei einem Dienstherrn vergebenen Leistungsprämien und -zulagen darf 15 Prozent der Zahl der bei dem Dienstherrn vorhandenen Besoldungsempfänger nicht übersteigen (§ 42a Abs. 2 Satz 1 BBesG).
Leistungsprämien und -zulagen sind nicht ruhegehaltfähig; wiederholte Bewilligungen sind möglich (§ 42a Abs. 2 Satz 4 BBesG). Die Zahlung von Leistungszulagen ist zu befristen und bei Leistungsabfall sind sie für die Zukunft zu widerrufen (§ 42a Abs. 2 Satz 5 BBesG; § 5 Abs. 1 Satz 4 BLBV).
Leistungsprämien sollen in engem zeitlichen Zusammenhang mit der Leistung stehen und werden als Einmalzahlung gewährt, deren Höhe sich nach der erbrachten Leistung bemisst (§ 4 BLBV). Leistungszulagen dient der Anerkennung einer herausragenden besonderen Leistung, die bereits über einen Zeitraum von mindestens drei Monaten erbracht worden ist und auch für die Zukunft erwartet wird. Zugleich ist sie Anreiz, diese Leistung auch künftig zu erbringen. Die Leistungszulage kann für bis zu drei Monate rückwirkend gewährt werden (§ 5 Abs. 1 BLBV). Die Höhe und die Dauer der Gewährung sind der erbrachten Leistung entsprechend zu bemessen (§ 5 Abs. 2 BLBV).
Leistungsprämien und -zulagen können wegen einer wesentlichen Beteiligung an einer durch enges arbeitsteiliges Zusammenwirken erbrachten Leistung an mehrere Besoldungsempfänger gewährt werden (Teamregelung;§ 7 Abs. 1 BLBV).
Das Vergabebudget für die jeweiligen Leistungsbezahlungsinstrumente entspricht mindestens 0,3 Prozent der Ausgaben für die Besoldung des Vorjahres im jeweiligen Haushalt. Im Bundeshaushalt werden hiervon jährlich zentral veranschlagte Mittel in Höhe von 31 Mio. Euro zur Verfügung gestellt. Das Vergabebudget ist zweckentsprechend zu verwenden und jährlich vollständig auszuzahlen (§ 42a Abs. 4 BBesG).
Für Beamte bei den Postnachfolgeunternehmen gilt die PNU-Prämien- und -zulagenverordnung. Tarifbeschäftigte können ein Leistungsentgelt, z. B. gemäß § 18 TVöD, erhalten.

#### Erschwerniszulagen
Für die Zulagen für besondere Erschwernisse hat der Bund die Erschwerniszulagenverordnung (EZulV) erlassen. Zu den Erschwerniszulagen gehören unter anderem die Zulagen für Dienst zu ungünstigen Zeiten (Abschnitt 2, Titel 1 EZulV), Tauchertätigkeiten, Umgang mit Munition und Sprengstoff, Tätigkeiten an Antennen und Antennenträgern, Klimaerprobung, Unterdruckkammerdienst, Dienst zu wechselnden Zeiten, Verwendungen in verbunkerten Anlagen sowie für spezialisierte und Spezialkräfte der Bundeswehr (Kommando Spezialkräfte, Kampfschwimmer).
Als Zulage für besondere Einsätze erhalten Beamte und Soldaten der Nachrichtendienste des Bundes bei einer Verwendung in einer Observations-Gruppe, bei einer operativen Tätigkeit zur verdeckten Informationsbeschaffung im Außendienst (nur Beamte) oder mit unmittelbarem Kontakt zu Personen von nachrichtendienstlichem Interesse (nur Beamte) oder als überwiegend im Außendienst zur verdeckten Einsatz- und Ermittlungsunterstützung eingesetzter Operativtechniker monatlich 188 Euro (§ 22) EZulV. Bis zum 31. Dezember 2019 galt dies nur für als überwiegend im Außendienst eingesetzte Observationskraft oder Operativtechniker.

### Vergütungen
Vergütungen sind Teil der Dienstbezüge. Dazu zählen beispielsweise Mehrarbeitsvergütung für Beamte (§ 48 BBesG) und Soldaten (§ 50 SG), die Vergütung für Beamte im Vollstreckungsdienst der Finanzverwaltung (§ 49 BBesG; Bundesvollziehungsvergütungsverordnung), die Vergütung von Soldaten mit besonderer zeitlicher Belastung (§ 50a BBesG), die Vergütung für Bereitschaftsdienst und Rufbereitschaft im Sanitätsdienst in Bundeswehrkrankenhäusern (§ 50b BBesG) sowie andere Vergütungen.
Für die Vergütung von dienstlich angeordneter oder genehmigter Mehrarbeit von mehr als fünf Stunden im Monat (§ 88 S. 2 BBG bzw. § 30c Abs. 2 S. 2 SG) hat der Bund die Bundesmehrarbeitsvergütungsverordnung (BMVergV) für Beamte sowie die Soldatenmehrarbeitsvergütungsverordnung (SMVergV) für Soldaten erlassen. In den Besoldungsgruppen A 9 bis A 12 beträgt die Vergütung beispielsweise 25,03 Euro je Stunde (§ 4 Abs. 1 Nr. 3 BMVergV bzw. § 3 Nr. 3 BMVergV). Die Vergütung wird in der Regel nur gewährt, sofern Zeitausgleich nicht möglich ist.
Weitere andere Vergütungen sind Vergütungen, die für Nebentätigkeiten im öffentlichen Dienst gewährt werden, zum Beispiel für Gutachter-, Lehr-, Unterrichts-, Vortrags- oder Prüfungs-Tätigkeiten. Regelungen hierzu trifft die Bundesnebentätigkeitsverordnung (BNV).

#### Nebengebührnisse
Zu den anderer Vergütungen zählen Umzugs- und Reisekostenvergütungen sowie Trennungsgeld. Diese werden auch als Nebengebührnisse bezeichnet.
Besoldungsempfänger erhalten Umzugskostenvergütung als Erstattung von Auslagen aus Anlass eines Wohnortwechsels aus dienstlichen Gründen. Im Bundesdienst gilt das Bundesumzugskostengesetz (BUKG). Die Umzugskostenvergütung umfasst Beförderungsauslagen (§ 6 BUKG), Reisekosten (§ 7 BUKG), Mietentschädigung (§ 8 BUKG), andere Auslagen (§ 9 BUKG), eine Pauschvergütung für sonstige Umzugsauslagen (§ 10 BUKG) sowie Vergütung in Sonderfällen (§ 11 BUKG).
Als Reisekostenvergütung, im Bundesdienst nach dem Bundesreisekostengesetz (BRKG), erhalten Besoldungsempfänger Fahrt- und Flugkostenerstattung (§ 4 BRKG), Wegstreckenentschädigung (§ 5 BRKG), Tagegeld (§ 6 BRKG), Übernachtungsgeld (§ 7 BRKG), Auslagenerstattung bei längerem Aufenthalt am Geschäftsort (§ 8 BRKG), Aufwands- und Pauschvergütung (§ 9 BRKG) sowie Erstattung sonstiger Kosten (§ 10 BRKG).
Als Trennungsgeld, im Bundesdienst nach der Trennungsgeldverordnung (TGV), wird gewährt beim auswärtigen Verbleiben Trennungsreisegeld (§ 3 Abs. 1 S. 1 TGV), Trennungstagegeld (§ 3 Abs. 3 TGV), Trennungsübernachtungsgeld (§ 3 Abs. 4 TGV) und Reisebeihilfe für Heimfahrten (§ 5 TGV) sowie bei täglicher Rückkehr zum Wohnort Fahrkostenerstattung, Wegstrecken- oder Mitnahmeentschädigung (§ 6 Abs. 1 TGV) und ein Verpflegungszuschuss von 2,05 Euro je Arbeitstag, wenn die notwendige Abwesenheit von der Wohnung mehr als elf Stunden beträgt (§ 6 Abs. 2 TGV).
Aus Anlass von Umsetzungen, Abordnungen, Versetzungen und versetzungsgleichen Maßnahmen vom Inland ins Ausland, im Ausland und vom Ausland ins Inland wird Auslandstrennungsgeld nach der Auslandstrennungsgeldverordnung (ATGV) gewährt.
Für Arbeitnehmer nach TVöD und TV-L finden die für die Beamten Bestimmungen zu Reise- und Umzugskosten sowie Trennungsgeld entsprechende Anwendung (§ 44 TVöD; § 23 Abs. 4 TV-L).

### Auslandsbesoldung
Zur Auslandsbesoldung nach dem Abschnitt 5 des Bundesbesoldungsgesetzes zählen die Auslandsdienstbezüge (Auslandszuschlag und Mietkostenzuschuss), der Auslandsverwendungszuschlag und die Auslandsverpflichtungsprämie.

#### Auslandsdienstbezüge
Auslandsdienstbezüge werden gezahlt bei dienstlichem und tatsächlichem Wohnsitz im Ausland (ausländischer Dienstort), der nicht einer Tätigkeit im Grenzverkehr und nicht einer besonderen Verwendung im Ausland dient (allgemeine Verwendung im Ausland; § 52 Abs. 1 S. 1 BBesG). Der Auslandszuschlag gilt materiellen Mehraufwand sowie allgemeine und dienstortbezogene immaterielle Belastungen der allgemeinen Verwendung im Ausland ab (§ 53 Abs. 1 S. 1 BBesG). In der Auslandszuschlagverordnung (AuslZuschlV) sind ausländische Dienstorte, an denen diplomatische, konsularische oder sonstige Vertretungen der Bundesrepublik Deutschland bestehen, 20 Zonenstufen (Dienstortzonen) zugeordnet (Anlage 1 AuslZuschlV). Weitere Dienstorte, überwiegend Bundeswehrstandorte im Ausland, sind in Anlage 2 AuslZuschlV aufgeführt. Im Übrigen richtet sich die Zuordnung nach dem Amtsbezirk der deutschen Vertretung, in dem der Dienstort liegt. Kabul ist beispielsweise der höchsten Zonenstufe 20 zugeordnet, Den Haag der Zonenstufe 1. Die Höhe des Auslandszuschlags, gestaffelt nach den 20 Zonenstufe und 15 Grundgehaltsspannen, ergibt sich aus Anlage VI, Tabelle VI.1 BBesG. Er reicht von 1019,70 Euro bis 6633,53 Euro. Bei der ersten neben Besoldungsempfänger berücksichtigungsfähigen Person erhöht sich der Betrag um 40 Prozent (§ 53 Abs. 2 S. 2 BBesG). Für alle anderen berücksichtigungsfähigen Personen wird jeweils ein Zuschlag nach Anlage VI Tabelle VI.2 BBesG bezahlt (§ 53 Abs. 2 S. 3 BBesG).
Ein Zuschlag zum Auslandszuschlag kann gezahlt werden (§ 53 Abs. 1 S. 5 BBesG i. V. m. § 3 AuslZuschlV). Der Höchstsatz beträgt 1000 Euro, wenn der Dienstort unmittelbar und gegenwärtig von einem bewaffneten Konflikt betroffen ist und der Empfänger von Auslandsdienstbezügen beispielsweise durch Kampfhandlungen, Luftangriffe oder Raketenbeschuss konkret gefährdet ist (§ 3 Abs. 2 Nr. 3 AuslZuschlV).
Der Mietzuschuss in Höhe von 90 Prozent des Mehrbetrags wird gewährt, wenn die Miete für den als notwendig anerkannten leeren Wohnraum (zuschussfähige Miete) 18 Prozent der Summe aus Grundgehalt, Familienzuschlag der Stufe 1, Amts-, Stellen-, Ausgleichs- und Überleitungszulagen mit Ausnahme des Kaufkraftausgleichs (maßgebliche Bezüge) übersteigt (§ 54 Abs. 1 S. 2 f. BBesG). Beträgt die Mieteigenbelastung bei Beamten und Soldaten in den Besoldungsgruppe A 3 bis A 8 mehr als 20 Prozent oder bei Beamten und Soldaten in den Besoldungsgruppen A 9 und höher sowie bei Richtern mehr als 22 Prozent der maßgeblichen Bezüge, wird der volle Mehrbetrag als Mietzuschuss gewährt.
der Bezüge nach Satz 1, so wird der volle Mehrbetrag als Mietzuschuss erstattet (§ 54 Abs. 1 S. 3 BBesG).
Zwecks Ermittlung des notwendig anerkannten leeren Wohnraum hat das Auswärtige Amt einen Mietleitfaden erstellt. und die Bundeswehr in ihren Informationspaketen zu Auslandsumzügen ebenfalls Erläuterungen vorgenommen.

#### Kaufkraftausgleich
Ein Kaufkraftausgleich wird gewährt, wenn bei einer allgemeinen Verwendung im Ausland die Kaufkraft der Besoldung am ausländischen Dienstort nicht der Kaufkraft der Besoldung am Sitz der Bundesregierung entspricht (§ 55 Abs. 1 S. 1 BBesG).

#### Auslandsverwendungszuschlag
Auslandsverwendungszuschlag (AVZ) wird gezahlt zur Abgeltung von materiellen Mehraufwendungen und immaterielle Belastungen (§ 2 AuslVZV) bei einer Verwendung im Ausland oder außerhalb des deutschen Hoheitsgebietes auf Schiffen oder in Luftfahrzeugen, sofern sie im Rahmen einer humanitären und unterstützenden Maßnahme, die auf Grund eines Übereinkommens, eines Vertrages oder einer Vereinbarung mit einer über- oder zwischenstaatlichen Einrichtung stattfindet (§ 56 Abs. 1 S. 1 BBesG). Diese Verwendungen werden „besondere Verwendungen im Ausland“ genannt. Ein Beschluss der Bundesregierung ist grundsätzlich nicht erforderlich für Einsätze des Technischen Hilfswerks im Ausland (§ 1 THWG), für humanitäre Hilfsdienste und Hilfsleistungen der Streitkräfte (§ 2 Abs. 2 S. 3 ParlBG) und andere Maßnahmen der Streitkräfte (§ 56 Abs. 1 S. 2 BBesG).
Höhe und Stufen des Auslandsverwendungszuschlags sind in der Auslandsverwendungszuschlagsverordnung (AuslVZV) geregelt und richtet sich nach den individuellen Gefahren im Einsatzgebiet. Er wird regelmäßig nur gezahlt bei Verwendungen in einem Verband, einer Einheit oder Gruppe sowie im polizeilichen Einzeldienst (§ 1 AuslVZV) und umfasst sechs Stufen.
Die niedrigste Stufe beträgt 48 Euro pro Tag, die sechste und höchste Stufe 145 Euro pro Tag (§ 3 Abs. 1 AuslVZV). Bis zum 31. Dezember 2019 betrugen die Werte auf 30 Euro in der Stufe 1 und 110 Euro in Stufe 6. Dauert der Auslandseinsatz weniger als 15 Tage, kann die nächstniedrigere Stufe ausgezahlt werden (§ 56 Abs. 2 S. 5 BBesG).
Der Auslandsverwendungszuschlag ist nach einem Urteil des Bundesgerichtshofs nur in sehr begrenztem Maße in Unterhaltsforderungen einzubeziehen. Der Anteil, der berücksichtigt werden darf, richtet sich nach dem individuellen Einzelfall.

#### Auslandsverpflichtungsprämie
Eine Auslandsverpflichtungsprämie kann im Rahmen der polizeilichen Zusammenarbeit gewährt werden, wenn bei besonderen Verwendungen innerhalb eines Staates, die der höchsten Stufe des Auslandsverwendungszuschlags (extreme Belastungen) zugeordnet ist, auf Grund des Zusammentreffens von Zahlungen von dritter Seite und Ansprüchen nach deutschem Recht für materielle Mehraufwendungen und immaterielle Belastungen sowie für Reisekosten unterschiedliche auslandsbezogene Gesamtleistungen gewährt werden, bei einer Verpflichtung zu einer Verwendung mit mindestens sechs Monaten Dauer in der Verwendung mit der niedrigeren auslandsbezogenen Gesamtleistung (§ 57 Abs. 1 S. 1 BBesG).

### Sonderzahlungen
Sonderzahlungen sind zum Beispiel das sogenannte Weihnachtsgeld und das Urlaubsgeld. Die dafür geltenden bundeseinheitlichen Regelungen wurden im Jahr 2003 aufgehoben. An deren Stelle trat für den Bund mit Wirkung vom 1. Januar 2004 zunächst das Bundessonderzahlungsgesetz (BSZG) und mit dem Dienstrechtsneuordnungsgesetz 2009 (BGBl. I S. 160) wurde die Sonderzahlung in das monatliche Grundgehalt integriert. In einigen Ländern werden weiterhin Sonderzahlungen gewährt.

## Sonstige Bezüge
Neben den Dienstbezügen bestehen als „sonstige Bezüge“ die Anwärterbezüge und die vermögenswirksamen Leistungen.

### Anwärterbezüge
Anwärterbezüge erhalten Beamte auf Widerruf im Vorbereitungsdienst (Anwärter). Sie zählen nicht zu den Dienstbezügen. Zu den Anwärterbezügen gehören der Anwärtergrundbetrag, der Anwärtererhöhungsbetrag und die Anwärtersonderzuschläge (§ 59 Abs. 1 S. 1 BBesG). Daneben werden der Familienzuschlag und die vermögenswirksamen Leistungen gewährt. Zulagen und Vergütungen werden Anwärtern grundsätzlich nicht gewährt (§ 59 Abs. 2 BBesG).
Der Anwärtergrundbetrag für Anwärter im Bundesdienst bemisst sich nach Anlage VIII BBesG. Anwärtersonderzuschläge in Höhe von höchstens 100 Prozent des Anwärtergrundbetrages können gewährt werden, wenn ein erheblicher Mangel an qualifizierten Bewerbern besteht (§ 63 Abs. 1 BBesG).
Der Anwärtergrundbetrag beträgt ab dem 1. März 2024 für Anwärter wie folgt:
| Laufbahn              | Anwärtergrundbetrag in brutto |
| --------------------- | ----------------------------- |
| einfacher Dienst (eD) | 1407,63 EUR                   |
| mittlerer Dienst (mD) | 1473,37 EUR                   |
| gehobener Dienst (gD) | 1744,22 EUR                   |
| höherer Dienst (hD)   | 2624,08 EUR                   |

Zum 1. Januar 2020 wurde ein „Anwärtererhöhungsbetrag“ (§ 62 BBesG) in Höhe von 10 Prozent des Anwärtergrundbetrags für Anwärter eingeführt, deren Zulassung zum Vorbereitungsdienst das Bestehen der erweiterten Sicherheitsüberprüfung mit Sicherheitsermittlungen („Ü 3“) nach § 10 Nr. 3 Sicherheitsüberprüfungsgesetz (SÜG) vorausgesetzt. Dies betrifft Anwärter im Vorbereitungsdienst bei den Nachrichtendiensten des Bundes (vor allem Bundesamt für Verfassungsschutz und Bundesnachrichtendienst; der Militärische Abschirmdienst hat keinen fachspezifischen Vorbereitungsdienst eingerichtet) sowie in der Fernmelde- und elektronischen Aufklärung des Bundes. Der Anwärtererhöhungsbetrag soll für Anwärter bestehende Besonderheiten abgelten, die jedoch keinen Anspruch auf eine Stellenzulage für Beamte bei den Nachrichtendiensten oder als Beamte in der Fernmelde- und elektronischen Aufklärung haben (Nr. 8 bzw. Nr. 8a der Vorbemerkungen zu Anlage I BBesG).
Endet das Beamtenverhältnis eines Anwärters mit dem Bestehen oder endgültigen Nichtbestehen der Laufbahnprüfung, werden die Anwärterbezüge und der Familienzuschlag für die Zeit nach Ablegung der Prüfung bis zum Ende des laufenden Monats weitergewährt, sofern nicht bereits vor diesem Zeitpunkt ein Anspruch auf Bezüge aus einer hauptberuflichen Tätigkeit bei einem öffentlich-rechtlichen Dienstherrn erworben wird (§ 60 BBesG). Erhalten Anwärter ein Entgelt für eine Nebentätigkeit innerhalb oder für eine genehmigungspflichtige Nebentätigkeit außerhalb des öffentlichen Dienstes, so wird das Entgelt auf die Anwärterbezüge angerechnet, soweit es diese übersteigt. Als Anwärtergrundbetrag werden jedoch mindestens 30 Prozent des Anfangsgrundgehaltes der Eingangsbesoldungsgruppe der Laufbahn gewährt (§ 65 Abs. 1 BBesG). Der Anwärtergrundbetrag kann bis auf 30 Prozent des Grundgehaltes, das einem Beamten der entsprechenden Laufbahn in der ersten Stufe zusteht, herabgesetzt werden, wenn der Anwärter die vorgeschriebene Laufbahnprüfung nicht bestanden hat oder sich die Ausbildung aus einem vom Anwärter zu vertretenden Grunde verzögert.

### Vermögenswirksame Leistungen
Vermögenswirksame Leistungen nach dem Fünften Vermögensbildungsgesetz erhalten Besoldungsempfänger grundsätzlich in Höhe von 6,65 Euro je Monat, sofern sie eine entsprechende Geldanlage abschließen. Rechtsgrundlage ist das Gesetz über vermögenswirksame Leistungen für Beamte, Richter, Berufssoldaten und Soldaten auf Zeit. Die vermögenswirksamen Leistungen sind der einzige Teil der gesetzlich zustehenden Besoldung, auf die ein Besoldungsempfänger ganz oder teilweise verzichten kann (§ 2 Abs. 3 BBesG).

## Geschichte
In den Anfangsjahren der Bundesrepublik galt die Reichsbesoldungsordnung fort. Schon dort waren in der Reichsbesoldungsordnung A aufsteigende Gehälter und in der Reichsbesoldungsordnung B feste Gehälter ausgewiesen. Die Besoldung der Soldaten war jedoch in der Reichsbesoldungsordnung C, die der Hochschullehrer in der Reichsbesoldungsordnung H festgelegt. Ein weiterer Unterschied war, dass nummerisch niedrigere Besoldungsgruppen die höheren Grundgehälter umfassten, umgekehrt zu heute.
Das Bundesbesoldungsgesetz trat am 1. April 1957 in Kraft. Am 19. März 1971 erhielt der Bund die konkurrierende Gesetzgebungskompetenz über die Besoldung der Beamten und Richter durch eine Änderung des Grundgesetzes (Art. 74a Abs. 1 GG i. d. F. des 28. Gesetzes zur Änderung des Grundgesetzes; BGBl. I S. 206). Zuvor hatten die Länder eigene Besoldungsgesetze erlassen, was zu unterschiedlichen Besoldungshöhen führte.
Zwischen 1975 und 1978 wurde das Besoldungsrecht vereinheitlicht und das Bundesbesoldungsgesetz (BBesG) am 23. Mai 1975 neu gefasst (BGBl. I S. 2089). Die Länder konnten weitere Amtsbezeichnungen festlegen und diese den Bundesbesoldungsordnungen zuordnen, so z. B. in Baden-Württemberg die „Straßenmeister“ oder die „Sattelmeister“ des Haupt- und Landgestüts. Die Besoldung der Beamten, Soldaten und Richter des Bundes und der Länder war grundsätzlich einheitlich.
Im Rahmen der Föderalismusreform im Jahr 2006 fiel die Gesetzgebungskompetenz für das Besoldungs-, Versorgungs- und Laufbahnrecht für Beamte und Richter der Länder und der ihnen unterstehenden Körperschaften, Anstalten und Stiftungen des öffentlichen Rechts zurück an die Länder (BGBl. I S. 2034; Art. 74 Abs. 1 Nr. 27 GG) Bundesrecht galt für diesen Personenkreis solange weiter, bis der jeweilige Landesgesetzgeber abweichende Regelungen getroffen hat (Art. 125a Abs. 1 GG), was inzwischen in allen Ländern geschehen ist.
Unter anderen gab es folgende ehemalige Besoldungsordnungen:
- Besoldungsordnung AH (wissenschaftliche Assistenten/Ingenieure, Oberassistenten/-ingenieure an Hochschulen und Ärzte an Universitätskliniken; früheres Landesrecht in Baden-Württemberg)
- Besoldungsordnung C (Hochschullehrer, ohne Hochschulleiter, Soldaten in der Reichsbesoldungsordnung)
- Besoldungsordnung H (Hochschullehrer; Landesrecht und Reichsbesoldungsordnung)